# Майдан (гміна Войславичі)
Майдан (пол. Majdan) — село в Польщі, у гміні Войславичі Холмського повіту Люблінського воєводства.
Населення — 159 осіб (2011).
У 1975-1998 роках село належало до Холмського воєводства.

## Демографія
Демографічна структура станом на 31 березня 2011 року:
|          | Загалом | Допрацездатний вік | Працездатний вік | Постпрацездатний вік |
| -------- | ------- | ------------------ | ---------------- | -------------------- |
| Чоловіки | 75      | 18                 | 46               | 11                   |
| Жінки    | 84      | 17                 | 43               | 24                   |
| Разом    | 159     | 35                 | 89               | 35                   |